# Cathal mac Áeda
Cathal mac Áeda (antes de 722–737) fue un rey del sur Brega de la rama Uí Chernaig de Lagore de los Síl nÁedo Sláine. Era hijo de Áed Laigin mac Néill (m. 722) y tataranieto del rey supremo Diarmait mac Áedo Sláine (m. 665). Su padre murió en la Batalla de Allen en la gran derrota de los Uí Néill a manos de Leinster.  Fue jefe de los Uí Chernaig de 729 a 737.
Una referencia aislada en los Anales de Ulster para el año 733 habla de 'el derrocamiento de Cathal por Domnall en Tailtiu, y el derrocamiento de Fallomun por Cathal en Tlachtga'. La interpretación más general entre los historiadores es que el Cathal mencionado era Cathal mac Finguine (m. 742), Rey de Munster. Aun así, el historiador Charles-Edwards argumenta a favor de Cathal  mac Áeda. Cita la falta de mención de este evento en los Anales de Innisfallen, centrados en el Úlster. Esta teoría propone que Domnall atacó a Cathal en Tailtiu, donde los reyes supremos de Uí Néill mantenían tradicionalmente sus asambleas. Allí fue atacado y vencido por Domnall Midi de Clann Cholmáin. Este fue un paso  en la carrera de Domnall hacia rey supremo. Cathal, no obstante, derrotó a otras ramas menores de los Uí Néill, los Clann Cholmáin Bicc bajo Fallomon mac Con Congalt en Tlachtga, en Hill of Ward, otro importante enclave de los Uí Néill.
El linaje de los Uí Chernaig mantuvo un conflicto con los Uí Chonaing de Cnogba (Knowth) del norte de Brega motivado por el asesinato del abuelo de Cathal, Niall mac Cernaig Sotal (m. 701) a manos de Írgalach mac Conaing (m. 702). En 737 el rey Uí Chonaing de Brega, Conaing mac Amalgado (m. 742) venció a Cathal y su pariente Cernach mac Fogartaig (m.738) en la Batalla de Lia Ailbe en Mag nAilbe (Moynalvy, Condado de Meath) donde Cathal resultó muerto.
Los descendentes de Áed Laigin formaron un linaje de Uí Chernaig conocido como Sil Áeda Laigen. La muerte del hermano de Cathal, Domnall mac Áeda consta en los anales en 759.